# 何耀华
何耀华（1937年7月27日—），云南开远人。中华人民共和国历史学家。

## 生平
1950年，中国人民解放军攻入云南，他要求参军并在警卫团短暂工作。1951年，返回当地土改工作队。之后到开远读初中，后考入云南个旧一中，高二期间加入中国共产党（1956年）。1957年考入云南大学历史系中国民族史专业。1964年，毕业于云南大学，获中国民族史专业硕士，师从方国瑜，专攻彝族历史。毕业后留云南大学任教。1985年，经云南省人民政府特批，破格由讲师晋升为研究员，1986年被选为国家级有突出贡献专家，1991年起享受国务院政府特殊津贴。1987年，从云南大学科研处处长兼《思想战线》主编职位上，调任云南省社会科学院副院长。1991年8月，任院长、党组书记，2003年退休。

## 著作
- 何耀华 总编; 李昆声、钱成润 主编. . 北京: 中国社会科学出版社. 2011.6. ISBN 978-7-5004-9685-4.
- 何耀华 总编; 朱惠荣主编. . 北京: 中国社会科学出版社. 2011.6. ISBN 978-7-5004-9685-4.
- 何耀华 总编; 林超明、段玉明主编. . 北京: 中国社会科学出版社. 2011.6. ISBN 978-7-5004-9685-4.
- 何耀华 总编; 何耀华、夏光辅主编. . 北京: 中国社会科学出版社. 2011.6. ISBN 978-7-5004-9685-4.
- 何耀华 总编; 蒋中礼、王文成主编. . 北京: 中国社会科学出版社. 2011.6. ISBN 978-7-5004-9685-4.
- 何耀华 总编; 牛鸿斌、谢本书主编. . 北京: 中国社会科学出版社. 2011.6. ISBN 978-7-5004-9685-4.